# Епархия Крус-Алты
Епархия Крус-Алты (лат. Dioecesis Crucis Altae) — епархия Римско-Католической церкви с центром в городе Крус-Алта, Бразилия. Епархия Крус-Алты входит в митрополию Санта-Марии. Кафедральным собором епархии Крус-Алты является церковь Святого Духа.

## История
27 мая 1971 года Римский папа Павел VI издал буллу «Cum Christus», которой учредил епархию Крус-Алты, выделив её из епархии Санта-Марии.

## Ординарии епархии
- епископ  Walmor Battú Wichrowski (1971—1972);
- епископ Nei Paulo Moretto (1972—1976);
- епископ Jacó Roberto Hilgert (1976—2002);
- епископ Friedrich Heimler (2002 — 2014);
- епископ Adelar Baruffi (с 17 декабря 2014 года).